# Hotell Royal, Hjo

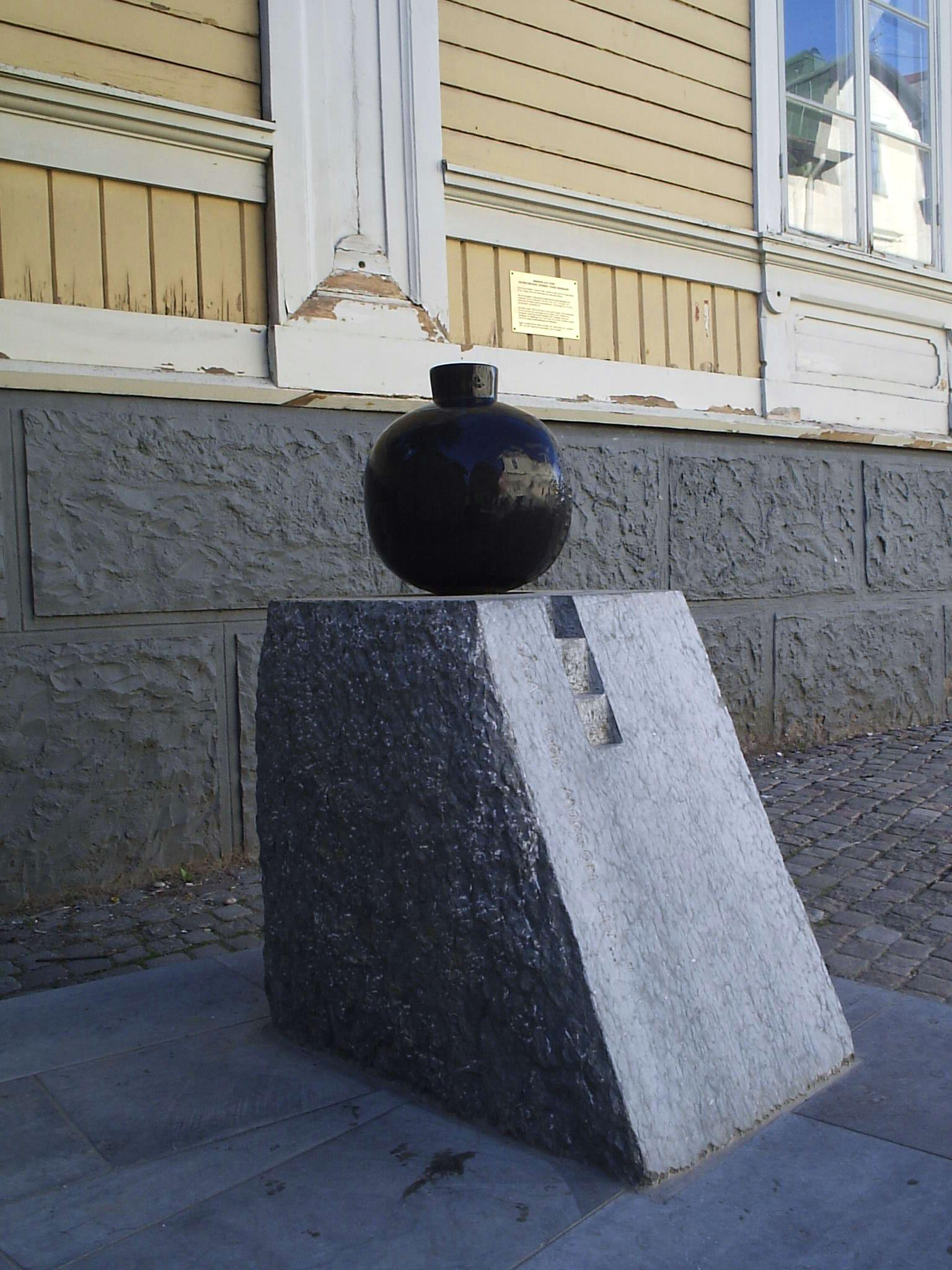
Estrid Ericsons minnesplats utanför tidigare Hotell Royal

Hotell Royal var ett hotell i Hjo. Det inrymdes i ett bevarat tvåvåningshus i trä, som byggdes 1844. Huset ombyggdes 1974, varvid gårdsfasaden helt förändrades och ett flerbostadshus i falurött uppfördes som en flygel på gården mot Vättern. Hotellets skylt i svart och guld finns bevarad i det yttre takfallet. 
I huset växte formgivaren Estrid Ericson upp. Hennes far Adolf Erikson arrenderade hotellet från 1894. Han köpte rörelsen och fastigheten 1899 och drev det vidare till sin död 1924. I byggnaden fanns restaurang och en större samlingssal, kallad "Kullbergs salong", efter den förre ägaren, handlaren S.P. Kullberg, vilken då var den största nöjeslokalen i Hjo. Där uppträdde bland annat resande teatersällskap. 
Efter Adolf Eriksons död drevs hotellet av dottern Christina med syskon. Hotellmatsalen byggdes om efter ritningar av Josef Frank på mitten av 1930-talet. Hotellet lades i slutet av 1960-talet och ersattes av det nya Hotell Bellevue 1971.
Fastigheten byggdes om till bostäder 1974.

## Minnesmärke över Estrid Ericson
Utanför byggnaden vid trottoaren på Hamngatan, i en hörna mot södra gaveln på Tullhuset, finns minnesmärket Källan i diabas och kalksten av Yvonne Nimar (född 1952). Det består av en skulptur med rinnande vatten, som omges av en ekbänk, ett vattenblänk och ett japanskt körsbärsträd. Skulpturen är en urna av diabas, som är inspirerad av en tidig tennvas, som Estrid Ericson gjorde 1924. Denna vas var i sin tur inspirerad av en vas i lergods från Peru. Ett granatäpple i diabas symboliserar Estrid Ericsons sökande efter kunskap.